# BAR-gemeenten
De BAR-gemeenten vormden van 1 januari 2014 tot 1 januari 2024 een samenwerkingsverband tussen de Nederlandse gemeenten Barendrecht, Albrandswaard en Ridderkerk. De drie gemeenten waren nog zelfstandig, maar beschikten sinds 1 januari 2014 over een gezamenlijk ambtelijk apparaat, dat de drie zelfstandige gemeentebesturen bediende: de BAR-organisatie. Op het gebied van bedrijfsvoering was daarom tussen de drie gemeenten sprake van intensieve samenwerking.
Andere aspecten waar de gemeenten in samenwerkten was de uitwerking van het Regiopark IJsselmonde. Daarnaast werkten de gemeenten samen op tal van andere gebieden.
Alle drie de gemeenten maken tevens deel uit van de Metropoolregio Rotterdam Den Haag en vallen binnen het gebied van de veiligheidsregio Rotterdam-Rijnmond.